# Herman Heuff
Hermanus Davinus (Herman) Heuff (Den Haag, 9 juli 1875 - Heemstede, 1 juli 1945) is bekend geworden als kunstschilder en wel in de stijl van de Haagse School. Vanaf 1907 maakte hij veelal etsen en tekeningen. Heuff volgde avondlessen aan de Haagsche Akademie, onder Floris Arntzenius. Hij schilderde stadsgezichten en oude plaatsen in Zeeland, Zuid-Holland en Italië. Heuff had contact met Theo van Hoytema, van wie hij les kreeg, en Willem de Zwart.
Heuff raakte in de jaren rond de Eerste Wereldoorlog bevriend met Anton Pieck, die zijn eerste ets op instructies van Heuff afdrukte op het persje dat in Heuffs atelier op de Broeksloot aanwezig was.
In de jaren 30 werd hij blind. Daarom werd in juni 1933 een benefiet-expositie gehouden en het Herman Heuff Fonds opgericht. Bevriende kunstenaars stelden kunstwerken ter beschikking die per opbod verkocht werden. Een van de kopers was Koningin Wilhelmina. Heuff bleef, nadat hij blind was geworden, kunstenaar; in deze jaren maakte hij keramieke plastieken.
Heuff overleed in 1945 in zijn woning genaamd de Dorstige Kuil te Heemstede. Schilderwerk van Heuff is te vinden in het Gemeentemuseum Den Haag.

## Galerij

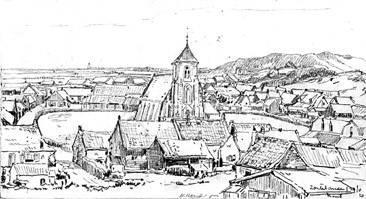
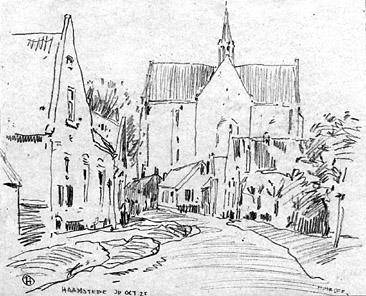
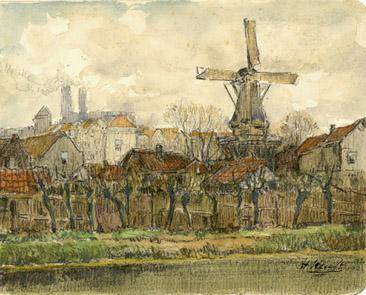

- Biografisch Portaal: 10319980
- International Standard Name Identifier: 0000 0003 9975 6037
- Nederlandse Thesaurus van Auteursnamen: 134843223
- RKD-Nederlands Instituut voor Kunstgeschiedenis: 38106
- Union List of Artist Names: 500145583
- Virtual International Authority File: 295260325
- WorldCat: E39PBJktkJhD4X8XGF8rPRYwYP